# Koninklijke Canadese marine
De Koninklijke Canadese marine (Engels: Royal Canadian Navy; Frans: Marine royale canadienne; afkorting: RCN) is het marine-onderdeel van de strijdkrachten van het Noord-Amerikaanse land Canada. De Canadese marine werd in 1910 opgericht en kreeg een jaar later het predicaat koninklijke. De schepen dragen in hun namen het voorvoegsel "HMCS" (Frans: "NCSM"), wat staat voor Hare Majesteits' Canadese Schip. Anno 2014 telt ze 8500 manschappen en 5100 reservisten met drie torpedobootjagers en twaalf fregatten als ruggengraat van de vloot.

## Geschiedenis

### Oprichting

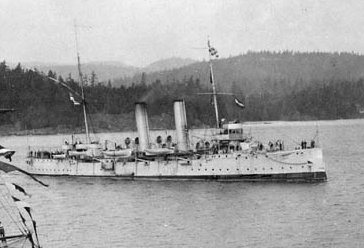
De HMCS Rainbow te Esquimalt in 1910. De Rainbow was het eerste schip van de Marinedienst en kwam op 4 augustus 1910 in dienst.

In het begin van de 20e eeuw was het Britse Rijk in een marinewedloop verwikkeld met het Duitse Keizerrijk, wiens marine sterk groeide. Vanuit Londen kwam de vraag om meer bij te dragen, wat tot hevig politiek debat leidde. Uiteindelijk werd de oprichting van een eigen zeemacht verkozen boven geld en manschappen bijdragen aan de Britse marine. In 1910 werd de Marinedienst van Canada opgericht onder voogdij van het toenmalige Ministerie van Zee en Visserij. Op 29 augustus 1911 gaf koning George V toestemming het predicaat koninklijke te gebruiken.

### De Eerste Wereldoorlog

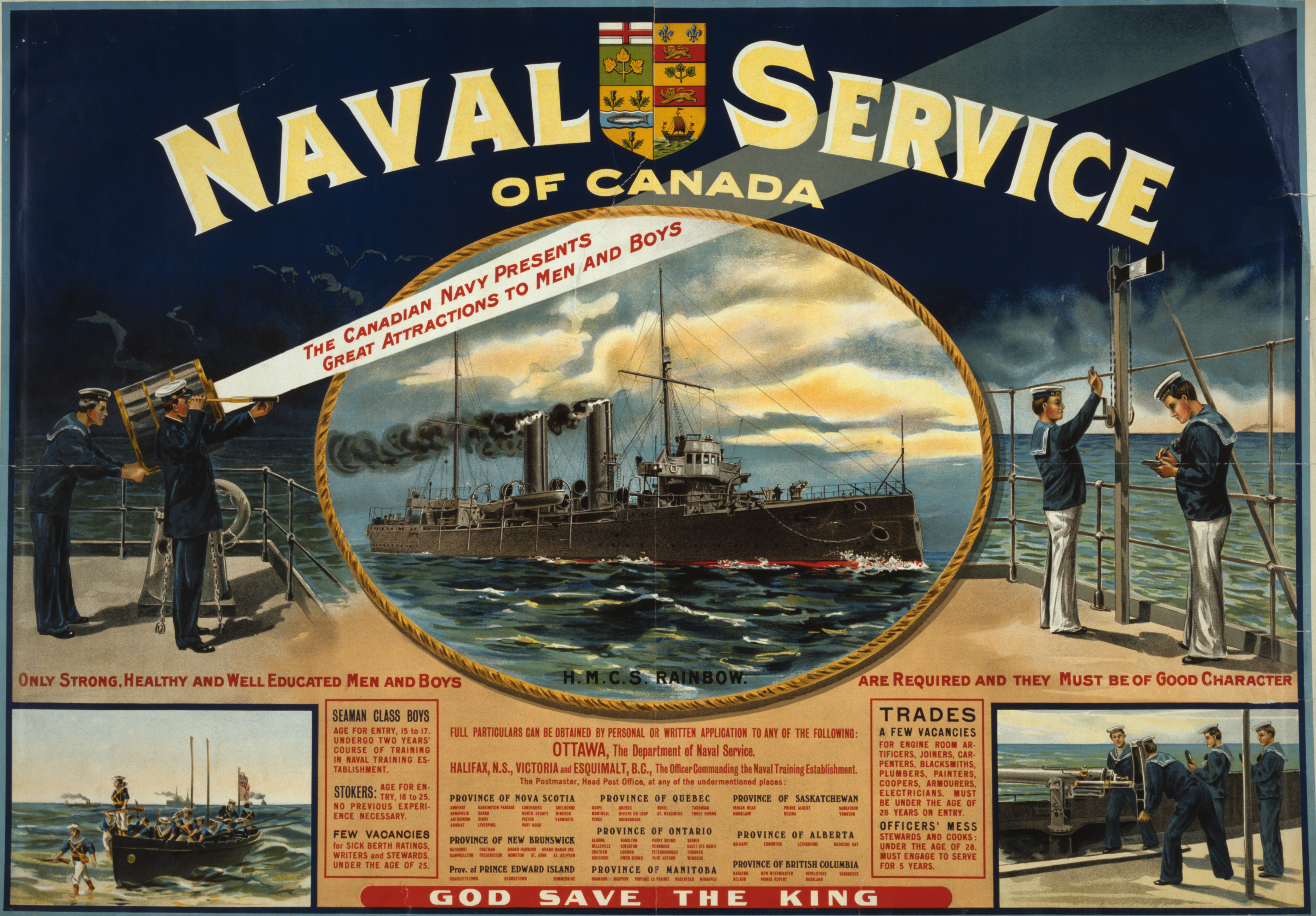
Aanwervingsposter voor de Marinedienst uit 1915. In het midden staat de HMCS Rainbow afgebeeld.

Reeds in 1910 werden twee oude Britse kruisers overgenomen. Het was de bedoeling een vloot van vijf kruisers en zes torpedobootjagers op te bouwen, maar van een verdere uitbouw kwam de eerste jaren om politieke redenen niets terecht. Toen de Eerste Wereldoorlog uitbrak in Europa werden twee visserijpatrouilleschepen van de overheid naar de marine overgeheveld. Ook werden twee onderzeeërs overgenomen van de provincie Brits-Columbia. De Canadezen mochten kiezen voor dienst bij de Britse of de Canadese marine, en velen kozen de eerste. De Canadese schepen patrouilleerden voor de Noord-Amerikaanse oost- en westkust.

### Het interbellum

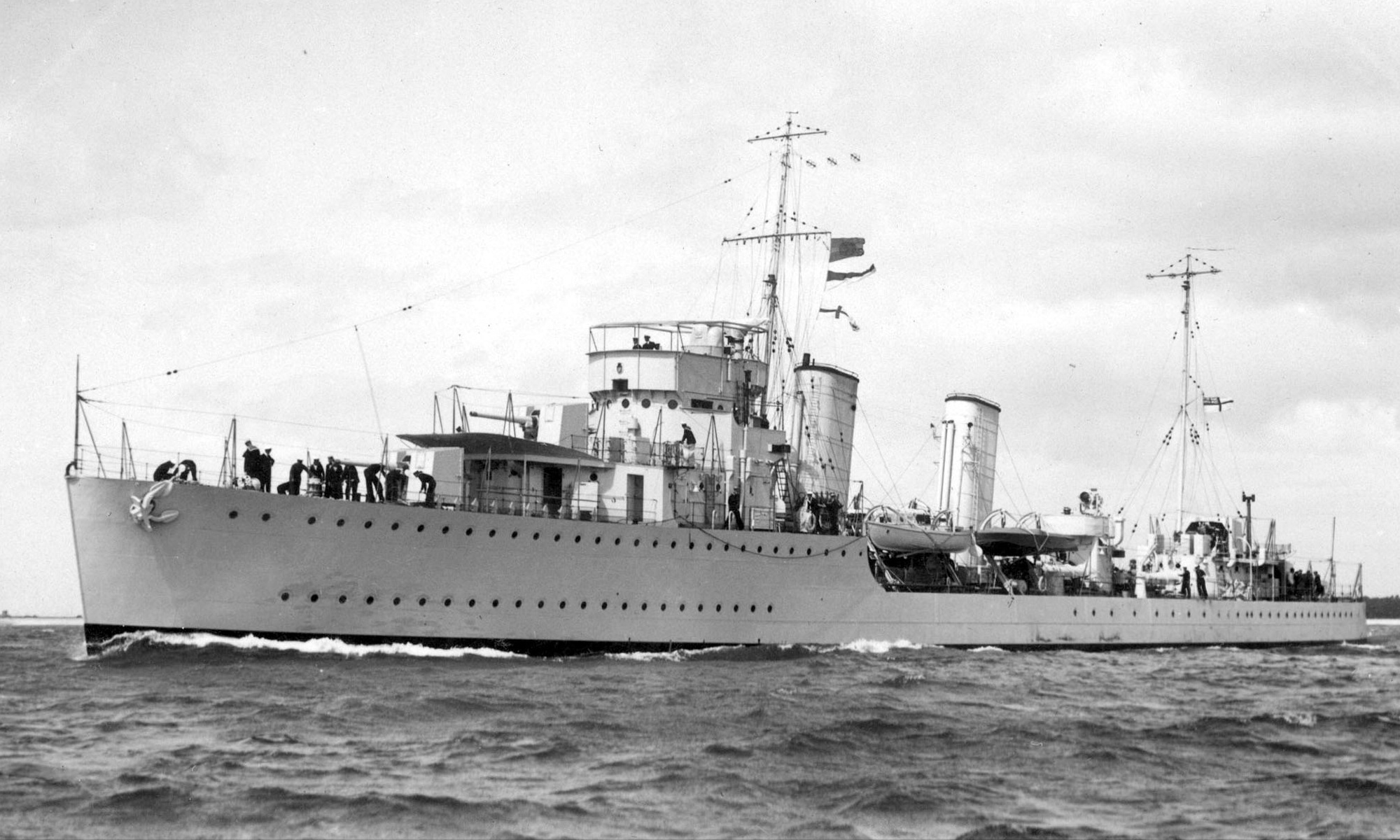
De torpedobootjager HMCS Skeena werd in 1931 in dienst genomen en verging in een storm nabij Reykjavik in 1944.

In september 1918 werd de Koninklijke Canadese Marineluchtvaartdienst opgericht om vanuit watervliegtuigen Duitse duikboten te bestrijden. De dienst werd kort na de wapenstilstand op 11 november 1918 weer opgeheven. Ook de marine zelf werd ingekrompen. In 1922 bestond ze uit slechts 366 manschappen. De vloot bestond uit twee torpedobootjagers die men van de Britse marine had gekregen. In 1931 bestelde de RCN voor het eerst nieuwe schepen: twee torpedobootjagers die in Engeland werden gebouwd. Eind jaren 1930 werden ten gevolge van de herbewapening van nazi-Duitsland opnieuw enkele schepen aangeschaft. Toen de Tweede Wereldoorlog uitbrak in september 1939 had men zes torpedobootjagers, vijf mijnenvegers, 145 officieren en 1674 manschappen.

### De Tweede Wereldoorlog

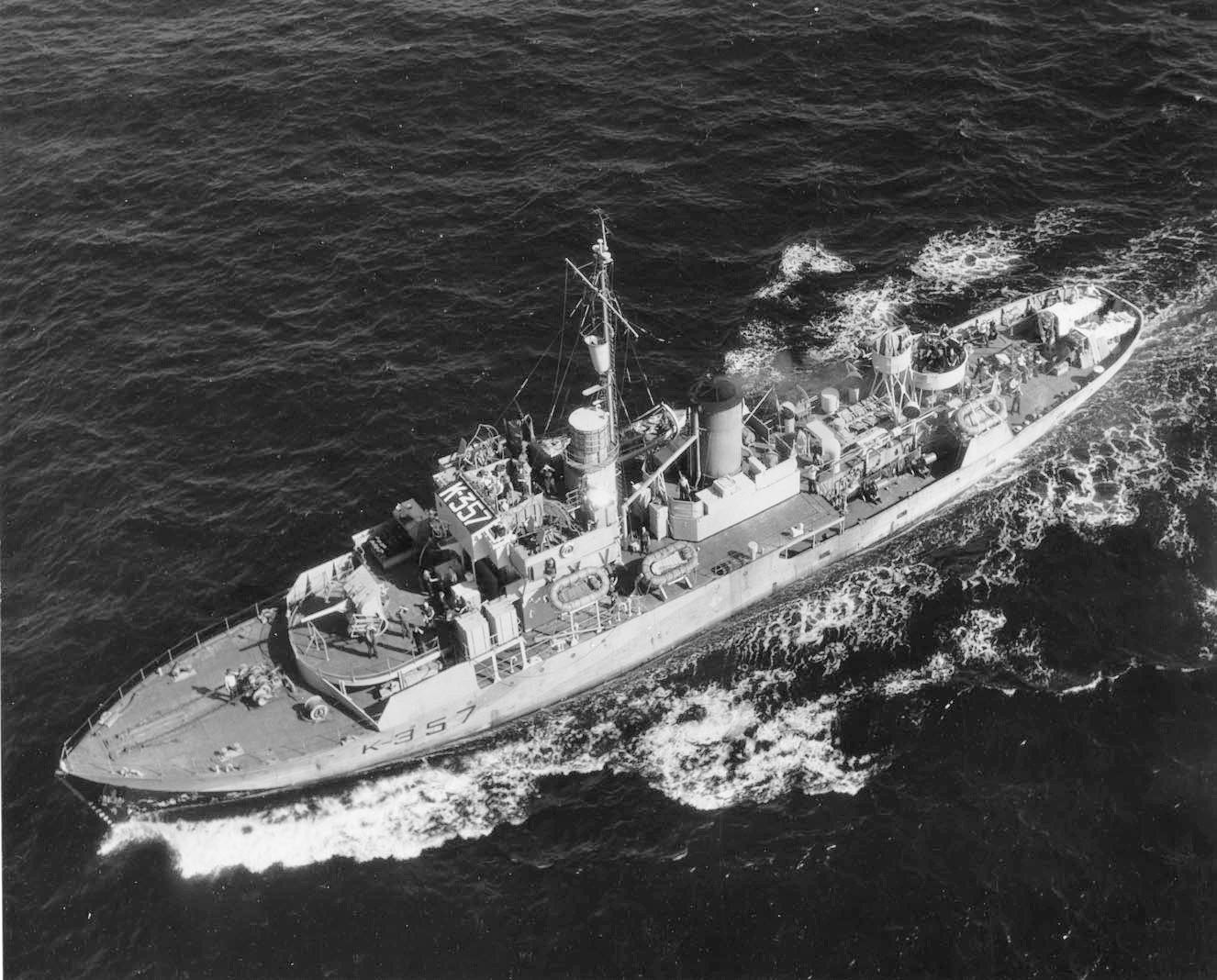
Het korvet HMCS Riviere du Loup vanuit een Amerikaanse blimp in november 1944.

Gedurende de oorlog werd fors uitgebreid. Via het Torpedobootjagers voor Bases-akkoord tussen het Verenigd Koninkrijk en de Verenigde Staten werden een aantal opgelegde Amerikaanse torpedobootjagers bekomen; en in het land zelf werden korvetten en fregatten gebouwd. Van de Britse marine werden ook twee lichte kruisers bekomen. Aan het einde van die oorlog was de Canadese marine de op twee na grootste ter wereld geworden. Ze controleerde de noordwestelijke sector van de Atlantische Oceaan, waar ze onder meer 27 U-boten tot zinken bracht en materieel- en troepentransporten naar Europa begeleidde. Na de oorlog werd opnieuw ingekrompen en werden de meeste schepen opgelegd.

### De Koude Oorlog

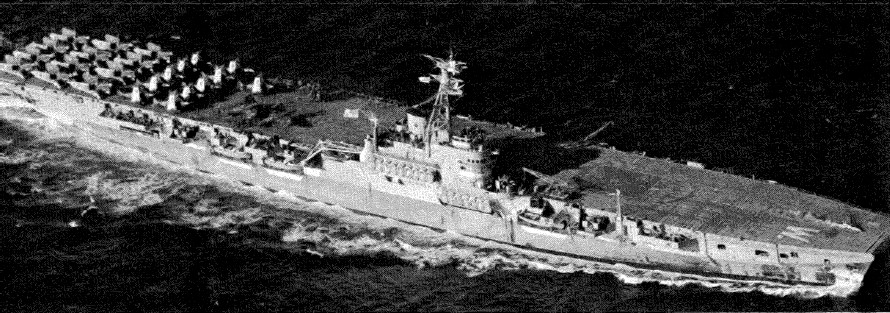
Canada's eerste vliegdekschip, de HMCS Warrior, kwam in 1946 in dienst. Het bleek onaangepast aan de strenge Noord-Atlantische winters en werd in 1948 al vervangen door de HMCS Magnificent.

De Koude Oorlog en de oprichting van de NAVO zorgden echter voor een verhoging van de militaire uitgaven, en de marine breidde weer uit. Het land nam deel aan de Koreaanse Oorlog en haar schepen voerden onder meer bombardementen op Noord-Korea uit. In eigen land ging de aandacht intussen naar onderzeebootbestrijding als antwoord op de onderzeeërs van de Sovjet-Unie. Een van Canada's taken binnen de NAVO was het noordwesten van de Atlantische Oceaan patrouilleren. In 1946 kwam ook het eerste vliegdekschip in dienst. Het land zou tot 1970 één dergelijk schip in de vloot hebben.

### Eenmaking
Op 1 februari 1968 werd de marine samengevoegd met de landmacht en de luchtmacht, en heette vervolgens maritiem commando of "MARCOM". De eenheden van de Vlootluchtarm werden overgeheveld naar de luchtmacht. Tot 1985 droeg al het personeel van de strijdkrachten hetzelfde uniform. Midden jaren 1990 werden ook de hoofdkwartieren samengebracht onder één dak in de hoofdstad. Op 16 augustus 2011 kregen de drie legeronderdelen hun oude naam weer terug, al bleef de eenheidsstructuur gehandhaafd.

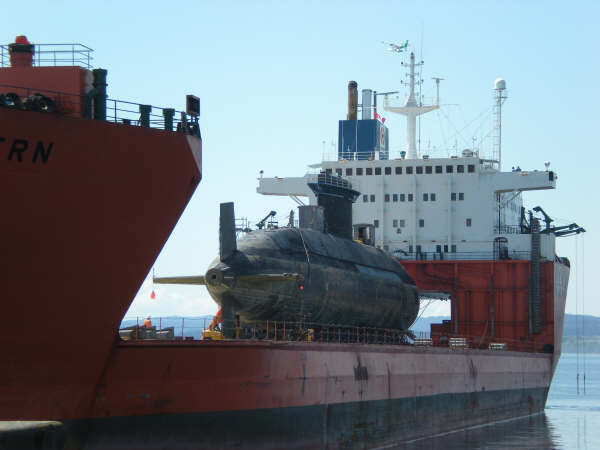
De onderzeeër HMCS Chicoutimi op een transportschip in april 2009.

### Recent
Midden 1990 werden verscheidene schepen naar de Perzische Golf gestuurd in het kader van de Golfoorlog, waar Canada de leiding had over de marinesteunoperatie. In 1995 was de RCN betrokken bij een conflict over visserij met Spanje. In de tweede helft van de jaren 1990 patrouilleerden Canadese marineschepen mee in de Adriatische Zee, terwijl aan land de oorlogen in Joegoslavië aan de gang waren. Op 12 mei 2011 werd een fregat voor de Libische kust onder vuur genomen door kleine boten. Het was de eerste keer sinds de Koreaanse Oorlog dat een Canadees marineschip werd aangevallen. De Canadese marine nam begin jaren 2010 ook deel aan de NAVO-patrouilles tegen de strijd tegen piraterij voor de kust van Somalië.

## Structuur

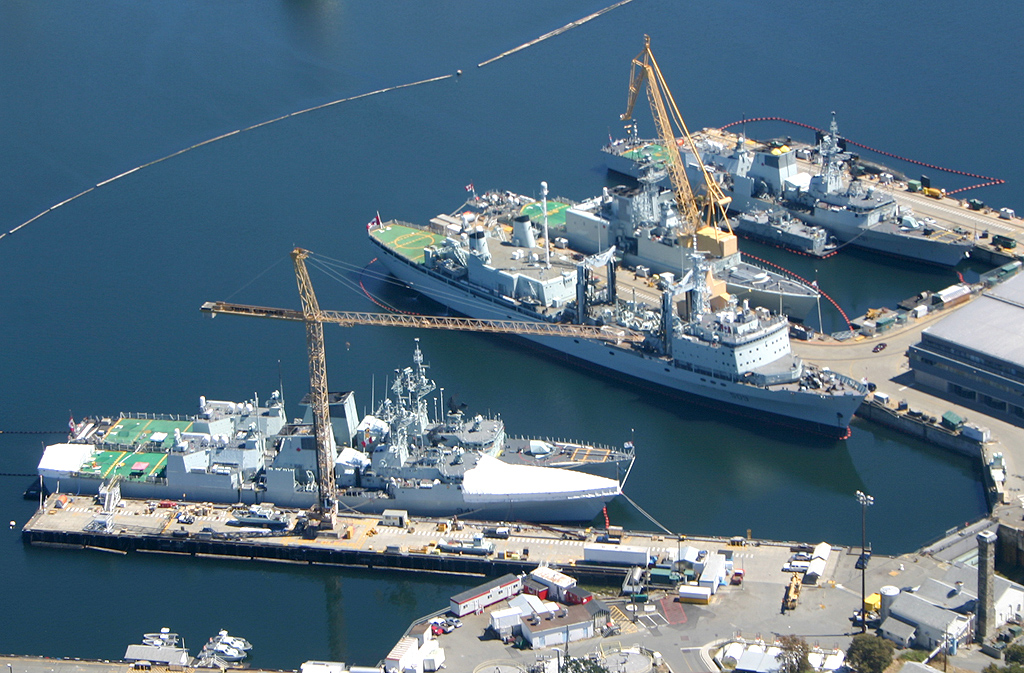
Luchtbeeld van marinebasis CFB Esquimalt in juli 2005.

In 1968 werden de Canadese luchtmacht, landmacht en marine samengevoegd tot één organisatie. De zeemacht heette daarop maritiem commando. In 2011 kregen de drie onderdelen uit historische overweging hun vroegere benamingen terug, zonder daarbij aan de eenheidsstructuur te raken.
Het hoofdkwartier van de Canadese marine bevindt zich in de hoofdstad Ottawa, in het Nationaal Defensiehoofdkwartier. De marine is opgedeeld in een Atlantische vloot en een Pacifische vloot.
De Canadese marine beheert geen luchtvaartuigen. De Atlantische vloot wordt ondersteund door 14 Wing Greenwood van de luchtmacht, de Pacifische vloot door 19 Wing Comox.

## Inventaris

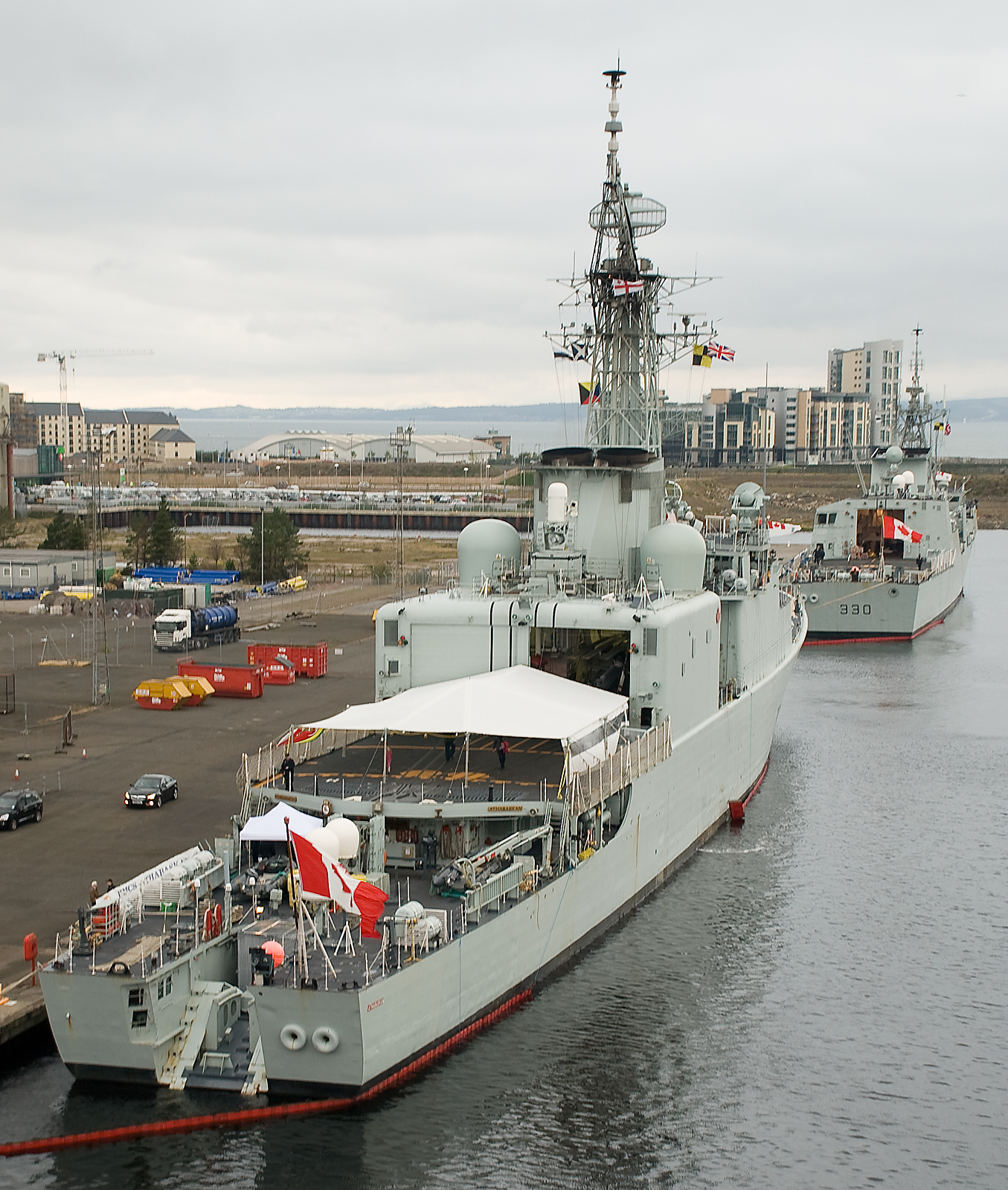
De torpedobootjager HMCS Athabaskan (voor) en het fregat HMCS Halifax (achter) in oktober 2009.

- Torpedobootjagers:  Iroquoisklasse – één stuk; 129,8 m; 5100 ton.
- Fregatten:  Halifaxklasse – twaalf stuks; 134,1 m; 4770 ton.
- Onderzeeërs:  Victoriaklasse – vier stuks; dieselelektrische aandrijving; 70,26 m; 2455 ton.
- Mijnenvegers:  Kingstonklasse – zeven stuks; 55,3 m; 970 ton.
- Patrouilleschepen:  Orcaklasse – acht stuks; 33 m; 210 ton.

Verder zijn er blusboten, sleepboten, onderzoeksschepen, opleidingsschepen en hulpschepen.
In 2007 werd de bouw van zes tot acht poolpatrouilleschepen van de Harry DeWolfklasse aangekondigd, met een versterkte romp om door een meter ijs in de Noordelijke IJszee te kunnen varen. Voorts wordt de vervanging van de Iroquisklasse, waarvan reeds drie schepen uit dienst zijn gehaald, overwogen. Ook wordt de Queenstonklasse overwogen om de twee in 2014 uit dienst genomen bevoorradingsschepen van de Protecteurklasse te vervangen.